# Dmitrij Jurkin
Dmitrij Siergiejewicz Jurkin (ros. Дмитрий Сергеевич Юркин; ur. 2 stycznia 1981) – rosyjski zapaśnik walczący w stylu klasycznym. Wicemistrz świata wojskowych w 2001. Trzeci na MŚ i ME juniorów w 1999. Medalista mistrzostw Rosji w kategorii kadetów i juniorów.